# Prawda (logika)
Prawda – jedna z dwóch podstawowych wartości logicznych. Drugą jest fałsz.
Według filozoficznej koncepcji matematycznego formalizmu prawda jest jedynie symbolem i nie ma żadnego głębszego znaczenia, czym różni się od swojego potocznie używanego odpowiednika.
W koncepcji matematycznego platonizmu prawda posiada swój wewnętrzny sens.
Wyrażenie zawsze prawdziwe, z powodu swojej konstrukcji logicznej, to tautologia.